# Giorgio La Malfa

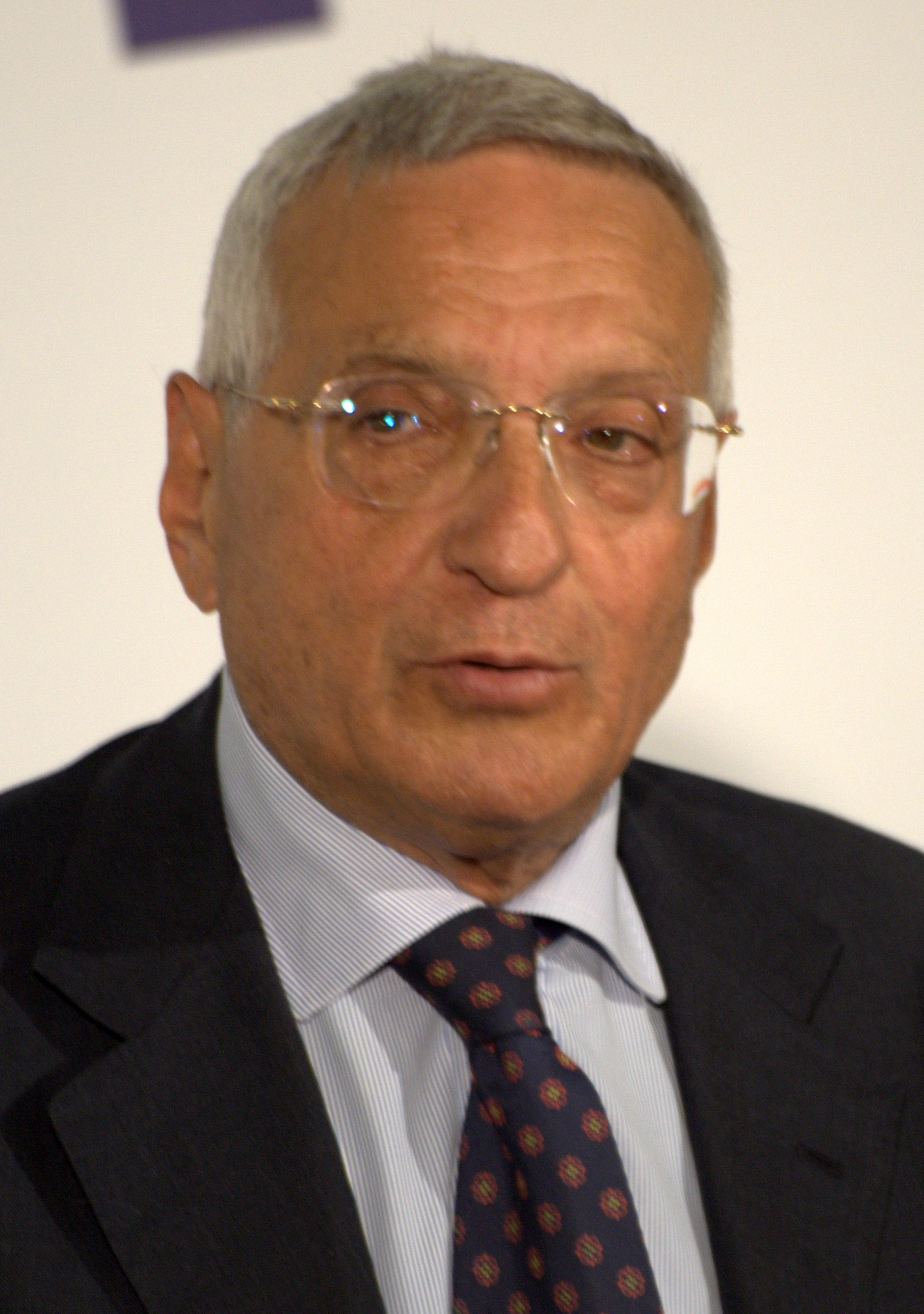
Giorgio La Malfa

Giorgio La Malfa (Milaan, 13 oktober 1939), is een Italiaans politicus. Hij is de zoon van Ugo La Malfa, een belangrijk politicus uit de naoorlogse jaren.
Giorgio La Malfa studeerde rechten en politieke economie. In 1972 werd hij voor de Republikeinse Partij van Italië (PRI). In september 1987 werd hij tot secretaris van de PRI gekozen. Hij werd de opvolger van Giovanni Spadolini, die tot voorzitter van de Senaat werd gekozen. In 1996 steunde hij Romano Prodi en liet de PRI toetreden tot de Olijfboomcoalitie. In 2001 trad de PRI op zijn advies echter toe tot de centrumrechtse coalitie van Silvio Berlusconi, het Huis van de Vrijheden. In hetzelfde jaar werd hij partijvoorzitter.
La Malfa werd op 22 april 2005 minister van Europese Zaken in het kabinet-Berlusconi III.